# Manuel García (militar)
Gral. Manuel García fue un militar mexicano que participó en la Revolución mexicana. Nació en Veracruz. Se incorporó a la Revolución Mexicana en la División de Oriente, en la que fue jefe del Regimiento Francisco I Madero, al frente del cual entró al puerto de Veracruz al salir las tropas estadounidenses, en noviembre de 1914. Más tarde se le confirió el grado de general. 